# Прецедентний текст
Прецедентний текст — певний текст, зображення чи мелодія, які відомі певній спільноті — та для нагадування (використання) яких достатньо цитати, алюзії, натяку.
Використання прецедентних текстів — одна з головних особливостей людської культури взагалі. Головною рисою прецедентних текстів є саме те, що вони часто відсилають не просто до тексту чи конкретного зображення, — а до ставлення та сприйняття цієї інформації, часто у різних її варіантах.
Прецедентним текстом вважається загальновідома інформація. Проте дуже часто такі тексти є і важливими, і сакральними: наприклад, такі книги як Біблія чи Коран є безсумнівно прецедентними для релігійних суспільств, християн чи мусульман, відповідно. Однак, насправді первинним є саме спільність, а не важливість прецедентного тексту. Мультфільми бачені в дитинстві чи відомі фрази політиків також можуть бути прецедентними текстами. Яскравим прикладом прецедентного тексту є національний гімн: вступні його чотири слова: «Ще не вмерла України...» — викличуть у будь-якого українця цілий набір емоцій, спогадів та вражень.

## Значення прецедентних текстів
Головним ефектом використання прецедентних текстів — збагачення спілкування: немає потреби переказувати фабулу та описувати персонажів відомого фільму, а достатньо процитувати пару вдалих фраз — усе інше співбесідник згадає сам, в патріотично налаштованих людей коли грає гімн є відчуття "мурашок на шкірі" і т. ін. Чим більше текстів для конкретної спільноти є прецедентними і чим більшу сферу вони охоплюють, — тим міцнішою є ця спільнота, тим глибші її внутрішні зв'язки і тим легшим є спілкування.
Значення прецедентних текстів настільке велике, що окремі людські культури можна розглядати як спільноти з різними сукупностями прецедентних текстів.
Зараз основним шляхом формування спільного корпусу прецедентних текстів в межах країни є загальна школа. Саме тому дуже велике значення має таке явище як загальнообов'язкові навчальні плани і програми.